# Umm Kuhajf Tahtani
Umm Kuhajf Tahtani (arab. أم كهيف تحتاني) – wieś w Syrii, w muhafazie Al-Hasaka. W 2004 roku liczyła 631 mieszkańców.